# Čáslav
Čáslav, (németül: Tschaslau) település Csehországban, Kutná Hora-i járásban. Čáslav Církvice, Třebešice, Chotusice, Žáky, Žleby, Vlačice, Vrdy, Močovice, Drobovice, Krchleby és Tupadly településekkel határos. Lakosainak száma 10 512 fő (2024. január 1.).

## Népesség
A település lakosságának változását az alábbi diagram mutatja:
| Lakosok száma | 6312 | 9174 | 9460 | 10 107 | 9950 | 10 155 | 10 378 | 10 326 | 10 154 | 10 512 |
|               | 1869 | 1900 | 1921 | 1961   | 1980 | 2012   | 2016   | 2019   | 2021   | 2024   |

## Híres személyek
Itt született Miloš Forman csehszlovák és amerikai filmrendező